# Jean-Claude Skerl
Jean-Claude Skerl, né le 16 août 1931 à Paris 13e et mort le 24 janvier 2002 à Paris 16e, est un coureur cycliste français, professionnel de 1956 à 1957.

## Palmarès

### Par année
- 1953
  - Tour de l'Île-de-France
  - 2e de Paris-Pacy
  - 2e de Paris-La Ferté-Milon
- 1955
  - 2e du Tour du Cher

### Résultats sur les grands tours

#### Tour de France
1 participation
- 1956 : 72e